# RCG Oran
El RCG Oran (en árabe: رائد شباب غرب وهران‎) es un equipo de fútbol de Argelia que juega en la Liga Regional 2, la quinta división de fútbol en el país.

## Historia
Fue fundado en 1947 en la localidad de Cite Petit en Orán con el nombre Racing Club de Cite Petit por un grupo de colonos europeos. 
El club ha tenido varios nombres a lo largo de su historia, los cuales han sido:
- Racing Club de Cité Petit (1947-1963)
- Racing Club d'Oran (1963-1972)
- Raed Chabab Ghabat d'Oran (1972-1977)
- Société Nationale de Sidérurgie Oran (SNS Oran) (1977-1980)
- ECTT Oran (1980-1989)
- Raed Chabab Gharb d'Oran (1989-hoy)

Tras la independencia de Argelia el club tuvo su mayor éxito en la temporada 1975/76 cuando ganó el título de la Primera División de Argelia y así obtuvo el derecho de jugar en el Campeonato Nacional de Argelia por primera vez en su historia.
Su primera temporada en la primera división también fue de despedida luego de que descendiera al terminar en el lugar 15 entre 16 equipos, y después de ahí inició una caída libre que lo llevó a jugar en las categorías aficionadas de Argelia.

## Palmarés
- Primera División de Argelia: 1

1975/76

## Jugadores

### Jugadores destacados
| - Youcef Belaïli - Kouider Boukessassa - Baghdad Bounedjah | - Sofiane Daoud - Tamango - Mokhtar Kechamli |